# Capo Finisterre
Capo Finisterre (in galiziano Cabo Fisterra, in spagnolo Cabo Finisterre) è un promontorio della Spagna amministrativamente facente capo al comune di Finisterre, in provincia della Coruña.
Sorge nella Costa da Morte in Galizia nordoccidentale e affaccia sull'Oceano Atlantico.

## Geografia
Capo Finisterre separa convenzionalmente le Rías Altas dalle Rías Baixas (Rías Bajas in castigliano) e rappresenta il punto d'arrivo del Cammino di Santiago di Compostela, segnatamente, presso la Chiesa di Nosa Señora das Areas). 
È spesso ritenuto – anche in virtù del nome (derivato dal latino finis terrae, cioè "fine della terra") – idealmente, ma erroneamente, il lembo di terra più a ovest della Spagna continentale (ma Cabo da Nave si trova 5 km più a ovest), se non addirittura della penisola iberica (dimenticando Cabo da Roca, in Portogallo, il punto più a ovest dell'Europa continentale).
Il promontorio è formato da rocce in granito e si erge per 600 m sul livello del mare. Lungo il promontorio si trovano le spiagge di O Rostro, Arnela, Mar de Fora, Langosteira, Riveira, e Corbeiro.

## Ruolo nella storia bellica

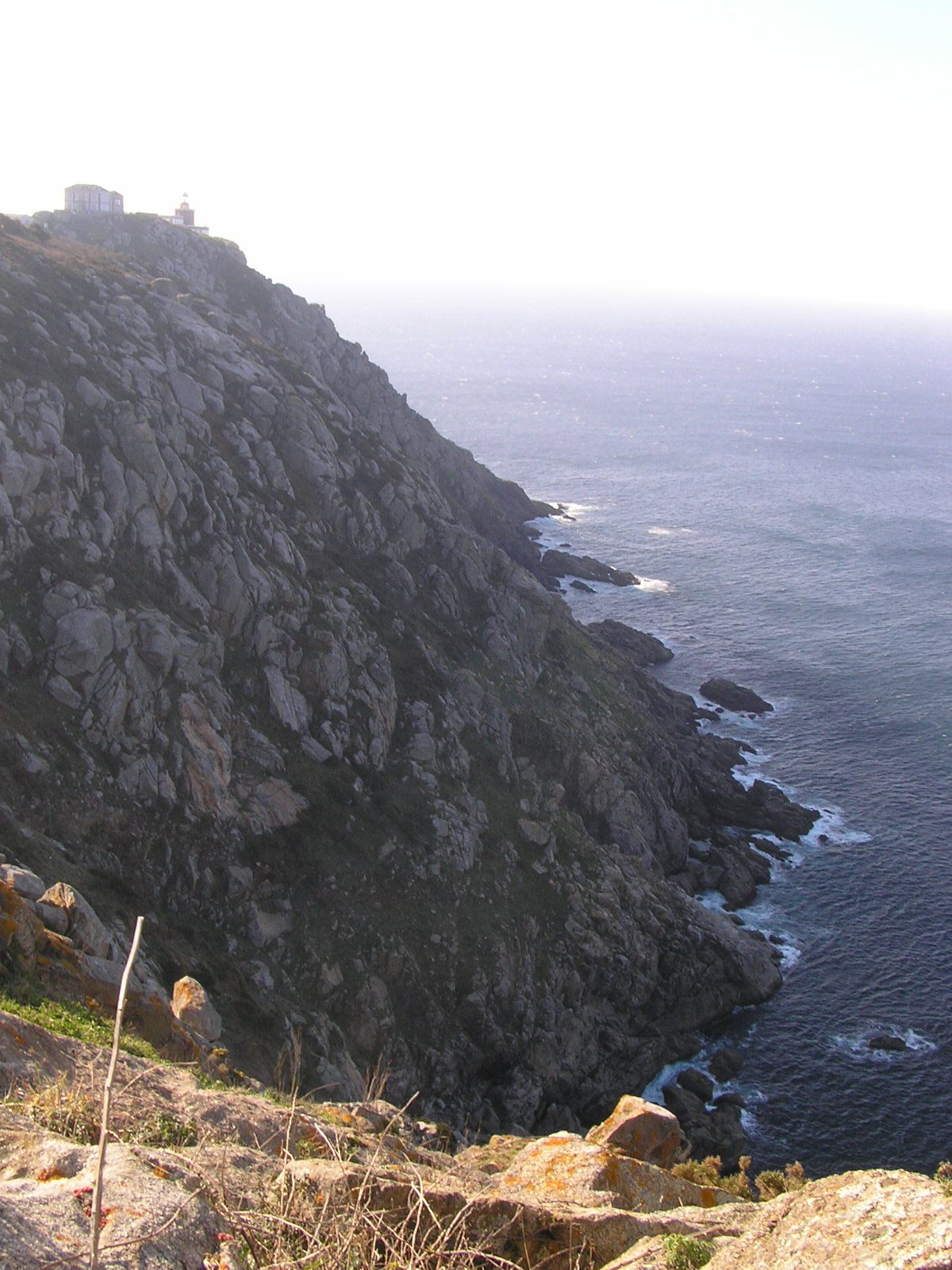
Vista di Capo Finisterre in febbraio

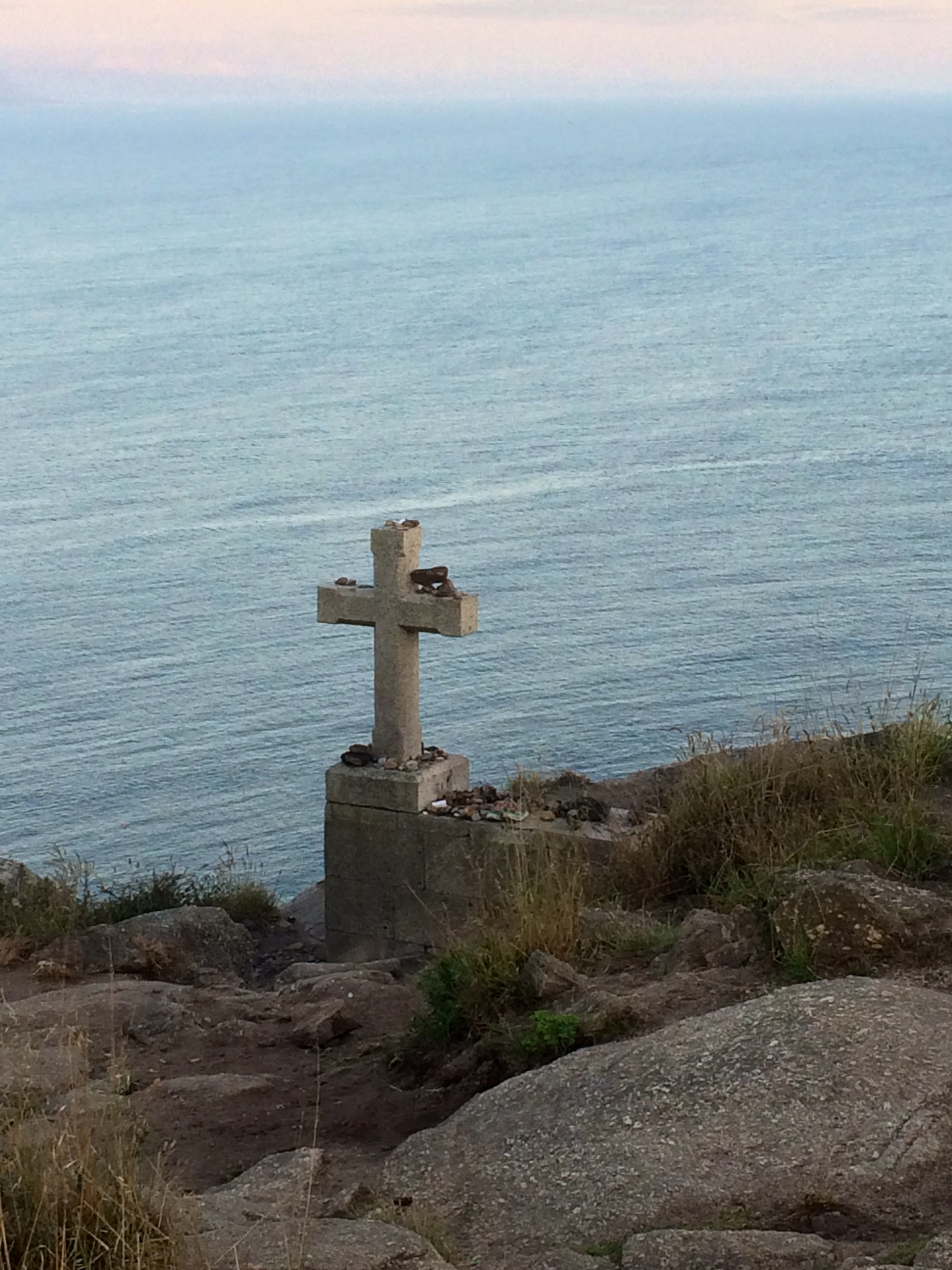
La croce a Capo Finisterre, dove i Pellegrini lasciano una pietra come ricordo

Nel corso della guerra di successione austriaca, al largo del capo si svolsero nel 1747 ben due battaglie tra le flotte britanniche e francesi: la prima battaglia di Capo Finisterre, il 14 maggio, e la seconda, il 25 ottobre 1747. Durante le guerre napoleoniche, nei pressi di Capo Finisterre, il 22 luglio 1805 vi fu ancora uno scontro navale tra la flotta della Marina britannica da una parte e quella francese dall'altra.
Durante la Seconda guerra mondiale a circa 300 miglia a ovest di Capo Finisterre il 23 maggio 1943 il sommergibile italiano Leonardo da Vinci, comandato dal capitano di corvetta Gianfranco Gazzana Priaroggia, venne affondato dall'azione combinata del cacciatorpediniere Active e della fregata Ness della Marina britannica.

## Cultura
Numerose rocce del promontorio sono associate a leggende religiose. Vi si trova inoltre la tomba della divinità celtica Orcabella.

## Luoghi significativi
- Il faro (codice D-1742)
- La Chiesa di Santa María de las Arenas, punto d'arrivo del Cammino di Santiago